# یو هونگچی
یو هونگچی (انگلیسی: Yu Hongqi؛ زادهٔ ۲ فوریهٔ ۱۹۷۳) بازیکن فوتبال زن اهل چین بود.
وی همچنین در تیم ملی فوتبال زنان چین بازی کرده‌است.
وی در مسابقات کشوری و بین‌المللی در مجموع برندهٔ ۱ مدال نقره شده‌است.